# The Blasters
The Blasters sont une formation de musique rock créé en 1979 à Downey, Californie, à l'instigation des frères Phil et Dave Alvin. Ce dernier décide de devenir musicien en entendant Tom Waits à la radio, alors qu'il travaillait dans un entrepôt de Whittier. À l'époque de leur création, les Blasters (d'abord nommés les Blues Blasters) jouent une musique à contre-courant, alors que la vague punk renaît sur la côte ouest des États-Unis. En Europe, on note les premiers frémissement de la vague rockabilly qui allait submerger le continent. Le répertoire des Blasters regarde du côté du rock 'n' roll, de la musique country et du blues.
Le groupe est remarqué par John Doe qui le fait signer sur le label New Wave Slash.
On peut voir le groupe jouer dans le film Les Rues de feu réalisé par Walter Hill en 1984, où ils interprètent leur propre rôle sur scène dans un bar de bikers.
Dave Alvin quitte le groupe en 1986 pour entamer une carrière solo.
Le groupe connaît plusieurs périodes d'inactivité mais se reforme plusieurs fois et continue à tourner. La tournée 2018 compte une cinquantaine de dates en Europe et aux États-Unis.

## Personnel
- Phil Alvin - chant, guitare, harmonica
- Dave Alvin - guitare, chœurs (1979-1986 - encore présent par intermittence)
- John Bazz - guitare basse
- Bill Bateman - batterie (1979-1993, 2008-aujourd'hui)
- Lee Allen - saxophone ténor (1981-1994)
- Steve Berlin - saxophone baryton (1981-84)
- Gene Taylor - piano, chœurs (1981-1985)
- Michael Hollywood Fats Mann - guitare (1986)
- Billy Zoom - guitare (1986)
- Greg Smokey Hormel - guitare (1987-1993)
- James Intveld - guitare (1993-1995)
- Dave Carroll - batterie (1993-1994)
- Jerry Angel - batterie (1996-2008)
- Keith Wyatt - guitare (depuis 1996)

Actuellement le groupe est composé de :
- Phil Alvin - guitare, chant
- John Bazz - guitare basse
- Keith Wyatt - guitare
- Bill Bateman - batterie

Musiciens additionnels sur l'album Hard Line (1985) :
- David Hidalgo - mandoline sur Little honey
- Jeff Eyrich - guitare basse sur Can't stop time
- Larry Taylor - contrebasse sur Little honey
- Stan Lynch - percussions sur Dark night, Little honey, Colored lights, et Can't stop time, chœurs sur Colored lights
- Richard Greene - violon sur Little honey
- The Jordanaires - chœurs sur Trouble bound, Hey girl, Help you dream, et Rock and roll will stand
- Herman Johnson et Bobby King - chœurs sur Samson and Delilah, et Can't stop time

## Discographie

### Compilations
- Collection (1991) Slash / Warner
- Testament, the complete Slash recordings (2002) Slash / Warner / Rhino

### Phil Alvin solo
- Unsung Stories (1986) Slash / Warner
- County Fair 2000 (1994) Hightone